# Катедрала Светих Петра и Павла у Брну
Катедрала Светог Петра и Павла (скраћено Петров) налази се у месту Брно, на врху Петров у центру града.
Катедрала је национални културни споменик, један од најзначајнијих архитектонских споменика у Јужној Моравској.
Слика катедрале се налази на кованици од 10 чешких круна.
Торањ катедрале је висок 84 метара.
Унутрашњост је углавном барокна, а спољашњим изгледом доминирају два торња, саграђена између 1904. и 1905. године.
Изнад главног улаза налази се латински цитат из Јеванђеља по Матеју:
- „Ходите к мени сви који сте уморни и натоварени и ја ћу вас одморити. Узмите јарам мој на себе, и научите се од мене; јер сам ја кротак и смирен срцем и наћи ћете покој душама својим“

(Мт. 11,28-30).

## Историја
Почеци катедрале датирају из XI века, када је на њеном месту постојала романска капела.
Крајем XII века, за владавине Конрада II Отоа, изникла је црква која је имала сопствену апсиду и крипту.